# Luci Acili (jurista)
Luci Acili (en llatí: Lucius Acilius) va ser un jurista romà que probablement va viure cap a l'any 550 de la fundació de la ciutat, és a dir, al segle ii aC. Formava part de la gens Acília. No s'ha conservat cap de les seves obres.
Va ser un dels primers jurisconsults, després de Tiberi Coruncani, que va impartir lliçons públiques de dret, i era notable pels seus coneixements i per la seva didàctica. Va ser el primer jurista anomenat sapiens ('savi') pel poble, si bé abans que ell el jurista Publi Semproni (cònsol el 304 aC) va rebre el sobrenom de sophus (del grec σοφός 'savi'), menys expressiu pels llatins. En endavant, el sobrenom de sapiens s'aplicà habitualment als juristes. Acili va escriure un comentari sobre la llei de les dotze taules, del qual no s'ha conservat res.